# Ballarate
Ballarate è una frazione d'entroterra del comune di Leggiuno, situata alle spalle di Arolo.

## Storia
Registrato agli atti del 1751 come un borgo di 152 abitanti, nell'ambito delle riforme dell'Imperatrice Maria Teresa fu unito in un unico comune con i villaggi di Bosco, Marzano e Chirate. Nel 1786 Bosco con Ballarate, questa la nuova denominazione comunale, e frazioni entrarono per un quinquennio a far parte della Provincia di Varese austriaca, per poi cambiare continuamente i riferimenti amministrativi nel 1791, nel 1798 e nel 1799. Alla proclamazione del Regno d'Italia napoleonico nel 1805 risultava avere 183 abitanti. Nel 1809 un regio decreto di Napoleone determinò l'aggregazione a Leggiuno, ma il Comune di Bosco con Marzano-Chirate-Ballarate fu poi ripristinato sotto il governo del Regno Lombardo-Veneto. L'abitato crebbe poi in popolazione, registrando nel 1853 233 anime, salite a 257 nel 1871. Con l'unità d'Italia, il comune nel 1863 ottenne la nuova denominazione di Bosco di Gavirate, al fine di differenziare il comune di Bosco da altri comuni omonimi, ma nel 1879 si decise di spostare nel villaggio di Ballarate la sede comunale unica, la quale da allora assunse a denominazione ufficiale comunale. Il processo di crescita demografica continuò lentamente fino alla fine del XIX secolo, al censimento del 1921 si registrarono 312 abitanti. Nel 1927 il governo fascista decretò la soppressione del comune e di nuovo, come al tempo napoleonico, l'aggregazione a quello di Leggiuno.